# کوبیلای آکتاش
کوبیلای آکتاش (انگلیسی: Kubilay Aktaş؛ زادهٔ ۲۹ ژانویهٔ ۱۹۹۵) بازیکن فوتبال اهل ترکیه است.
از باشگاه‌هایی که در آن بازی کرده‌است می‌توان به باشگاه فوتبال المپیک لیون، باشگاه فوتبال قاسم‌پاشا اسپور، و باشگاه ورزشی بولوسپور اشاره کرد.
وی همچنین در تیم‌های ملی فوتبال Turkey national under-19 football team و زیر ۲۱ سال ترکیه بازی کرده‌است.